# دهستان سلخ
دهستان سلخ، یکی از دهستان‌های بخش حرا شهرستان قشم در استان هرمزگان ایران است. مرکز این دهستان، شهر طبل است.

## جمعیت
بر پایه سرشماری عمومی نفوس و مسکن در سال ۱۳۹۵، جمعیت دهستان سلخ برابر با ۹٬۸۳۲ نفر بوده است.